# Frank Schwalba-Hoth
Frank Schwalba-Hoth (12 de diciembre de 1952, Hamburgo, Alemania) es político, miembro de los Verdes Alemanes, ex Diputado al Parlamento Europeo. Después de que su graduación de secundaria (Gimnasio Otto Hahn en Geesthacht) y su servicio militar, Frank Schwalba-Hoth ha estudiado humanidades en la Universidad de Marburgo de 1974 a 1981. Schwalba-Hoth tiene una hija y vive en Bruselas, Bélgica.

## Política
Frank Schwalba-Hoth comenzó a involucrarse en política como estudiante, fundó el "Grün bunt alternative Liste", la primera unión verde estudiantil en una universidad alemana, siendo miembro y posteriormente Presidente (1979/1980) del parlamento estudiantil de la Universidad de Marburgo. Trabajó en iniciativas como el 3er Tribunal Internacional Russell sobre la situación de derechos humanos en la República Federal Alemana. 
Pasó a ser uno de los miembros fundadores de "Die Grünen", los Verdes alemanes.. Entre 1982 y 1983 fue miembro del Parlamento Regional Hesiano, donde su propuesta legislativa sobre capacitación a docentes se convirtió en la primera legislación de inspiración verde en un parlamento regional alemán.

### Parlamento Europeo
Schwalba-Hoth fue Diputado al Parlamento Europeo entre 1984 y 1987, donde se desempeñó como Vicepresidente de la Comisión de Peticiones. En 1986 apoyó la campaña en España para salir de la OTAN. Fue uno de los dos Copresidentes de su grupo político en el PE entre 1986 y 1987.

## Consultoría & networking
Desde su retiro del Parlamento Europeo en 1987, Schwalba-Hoth ha sido consultor y "networker" en Bruselas; fue director de la oficina de enlace de Greenpeace y en 1998 fundó la compañía consultora Conseillé+Partners junto a Silvana Koch-Mehrin. Más tarde trabajó para el Programa TACIS de la Comisión Europea en los países de la ex Unión Soviética y Mongolia y colaboró con el proceso de ratificación del Convenio de Aarhus en Moldavia y Ucrania. 
Desde 1989 organiza eventos mensuales de integración llamados "Soirées Internationales" para entre 40 y 60 personas de diferentes profesiones, nacionalidades, culturas y grupos sociales. En 2006 se convirtió en miembro del concejo consultivo del Premio al Sustento Bien Ganado, galardón establecido en 1980 por Jakob Uexkull. 
Desde 2013 es miembro de la junta directiva del "European Quarter Management Fund", el fondo para la administración del distrito europeo (sector en el que están ubicadas las sedes de las Instituciones de la Unión Europea) en Bruselas.
En 2014 fue miembro del concejo consultivo del boletín electrónico EurActiv. Desde 2015 es, junto a Roswitha Fessler-Ketteler, los MPE Heidi Hautala, Vytautas Landsbergis y Aleksi Malmberg, miembro del concejo consultivo de la "Caucasian Chamber Orchestra", la Orquesta Caucásica de Cámara.
Desde 2016 es miembro del concejo consultivo de la "European Sustainable Cities Summit", la Cumbre Europea de Ciudades Sostenibles.

## Publicaciones
- Fraktion der Grünen im Hessischen Landtag: Broschüre Dado Würde einer Uniforme ist antastbar- eine Dokumentation. Agosto 1983 (un documento sobre sus protestas contra la política nuclear estadounidense).
- Lothar Bembenek; Frank Schwalba-Hoth: Hessen hinter Stacheldraht, verdrängt und vergessen: KZs, Lager, Aussenkommandos, Fráncfort, Eichborn Verlag, 1984 (un libro sobre campos de concentración en el estado alemán de Hessia).
- Katja Ridderbusch: Der Tross von Brüssel, Wien, Czernin Verlag, 2006. http://www.katja-ridderbusch.com/en/author/books (un libro sobre actores fundamentales en las políticas de la UE).
- Frank Schwalba-Hoth: EU Stakeholder Directory, Berlín, Lexxion Verlag, 2011 y 2012 (directorio de Instituciones de la UE, Embajadas, compañías consultoras, firmas de abogados, sindicatos, asociaciones comerciales, ONG, think tanks y otros actores claves en Bruselas).